# Distretto di Çayırova
Il distretto di Çayırova (in turco Çayırova ilçesi) è uno dei distretti della provincia di Kocaeli, in Turchia.